# Baiami brockmani
Baiami brockmani là một loài nhện trong họ Stiphidiidae.
Loài này thuộc chi Baiami. Baiami brockmani được M.R. Gray miêu tả năm 1981.